# Ga Goejeong
Ga Goejeong là ga của Busan Metro tuyến 1 ở Goejeong-dong, quận Saha, Busan, Hàn Quốc.

## Liên kết
- Mạng thông tin trạm từ Tổng công ty vận chuyển Busan